# Euserica cambeloi
Euserica cambeloi är en skalbaggsart som beskrevs av Ruiz och Avila 1993. Euserica cambeloi ingår i släktet Euserica och familjen Melolonthidae. Inga underarter finns listade i Catalogue of Life.